# Andrej Pohar
Andrej Pohar (* 18. Juli 1974) ist ein slowenischer Badmintonspieler. 

## Karriere
Andrej Pohar gewann nach fünf Juniorentiteln in Slowenien 1992 seine erste Meisterschaft bei den Erwachsenen. Mehr als 30 weitere nationale Titelgewinne folgten. International war er unter anderem in Rumänien und Ungarn erfolgreich. 1999, 2001 und 2003 nahm er an den Weltmeisterschaften teil.

## Sportliche Erfolge
| Saison    | Veranstaltung                                 | Disziplin    | Platz | Name                          |
| --------- | --------------------------------------------- | ------------ | ----- | ----------------------------- |
| 1990      | Slowenien: Einzelmeisterschaften der Junioren | Herreneinzel | 1     | Andrej Pohar                  |
| 1990      | Slowenien: Einzelmeisterschaften der Junioren | Mixed        | 1     | Andrej Pohar / Maja Pohar     |
| 1991      | Slowenien: Einzelmeisterschaften der Junioren | Herrendoppel | 1     | Andrej Pohar / Jaka Pelhan    |
| 1991      | Slowenien: Einzelmeisterschaften der Junioren | Herreneinzel | 1     | Andrej Pohar                  |
| 1991      | Slowenien: Einzelmeisterschaften der Junioren | Mixed        | 1     | Andrej Pohar / Maja Pohar     |
| 1992      | Slowenien: Einzelmeisterschaften              | Mixed        | 1     | Andrej Pohar / Maja Pohar     |
| 1993      | Slowenien: Einzelmeisterschaften              | Mixed        | 1     | Andrej Pohar / Maja Pohar     |
| 1994      | Slowenien: Einzelmeisterschaften              | Mixed        | 1     | Andrej Pohar / Maja Pohar     |
| 1995      | Slowenien: Einzelmeisterschaften              | Herreneinzel | 1     | Andrej Pohar                  |
| 1995      | Slowenien: Einzelmeisterschaften              | Mixed        | 1     | Andrej Pohar / Maja Pohar     |
| 1995      | Slovenian International                       | Mixed        | 1     | Andrej Pohar / Maja Pohar     |
| 1996      | Slowenien: Einzelmeisterschaften              | Herrendoppel | 1     | Andrej Pohar / Simon Hawlina  |
| 1996      | Slowenien: Einzelmeisterschaften              | Mixed        | 1     | Andrej Pohar / Maja Pohar     |
| 1996      | Slowenien: Einzelmeisterschaften              | Herreneinzel | 1     | Andrej Pohar                  |
| 1996      | Slovak International                          | Mixed        | 1     | Andrej Pohar / Maja Pohar     |
| 1997      | Slowenien: Einzelmeisterschaften              | Herrendoppel | 1     | Andrej Pohar / Simon Hawlina  |
| 1997      | Slowenien: Einzelmeisterschaften              | Herreneinzel | 1     | Andrej Pohar                  |
| 1997/1998 | EBU Circuit                                   | Mixed        | 1     | Andrej Pohar / Maja Pohar     |
| 1998      | Slowenien: Einzelmeisterschaften              | Mixed        | 1     | Andrej Pohar / Maja Pohar     |
| 1998      | Slowenien: Einzelmeisterschaften              | Herreneinzel | 1     | Andrej Pohar                  |
| 1998      | Slowenien: Einzelmeisterschaften              | Herrendoppel | 1     | Andrej Pohar / Simon Hawlina  |
| 1998      | Slovenian International                       | Mixed        | 1     | Andrej Pohar / Maja Pohar     |
| 1998      | Slovenian International                       | Herreneinzel | 1     | Andrej Pohar                  |
| 1999      | Slowenien: Einzelmeisterschaften              | Herreneinzel | 1     | Andrej Pohar                  |
| 1999      | Slowenien: Einzelmeisterschaften              | Mixed        | 1     | Andrej Pohar / Maja Pohar     |
| 1999      | Slowenien: Einzelmeisterschaften              | Herrendoppel | 1     | Andrej Pohar / Simon Hawlina  |
| 1999      | Romanian International                        | Mixed        | 1     | Andrej Pohar / Maja Pohar     |
| 1999      | Slovenian International                       | Mixed        | 1     | Andrej Pohar / Maja Pohar     |
| 1999      | Weltmeisterschaft                             | Mixed        | 33    | Andrej Pohar / Maja Pohar     |
| 1999      | Weltmeisterschaft                             | Herreneinzel | 33    | Andrej Pohar                  |
| 2000      | Slowenien: Einzelmeisterschaften              | Mixed        | 1     | Andrej Pohar / Maja Pohar     |
| 2000      | Slowenien: Einzelmeisterschaften              | Herreneinzel | 1     | Andrej Pohar                  |
| 2000      | Slowenien: Einzelmeisterschaften              | Herrendoppel | 1     | Andrej Pohar / Simon Hawlina  |
| 2001      | Slowenien: Einzelmeisterschaften              | Mixed        | 1     | Andrej Pohar / Maja Pohar     |
| 2001      | Hungarian International                       | Mixed        | 1     | Andrej Pohar / Maja Pohar     |
| 2001      | Slowenien: Einzelmeisterschaften              | Herreneinzel | 1     | Andrej Pohar                  |
| 2001      | Slowenien: Einzelmeisterschaften              | Herrendoppel | 1     | Andrej Pohar / Aleš Murn      |
| 2001      | Weltmeisterschaft                             | Mixed        | 33    | Andrej Pohar / Maja Pohar     |
| 2002      | Slowenien: Einzelmeisterschaften              | Mixed        | 1     | Andrej Pohar / Maja Pohar     |
| 2002      | Slowenien: Einzelmeisterschaften              | Herreneinzel | 1     | Andrej Pohar                  |
| 2003      | Slowenien: Einzelmeisterschaften              | Herreneinzel | 1     | Andrej Pohar                  |
| 2003      | Slowenien: Einzelmeisterschaften              | Herrendoppel | 1     | Andrej Pohar / Aleš Murn      |
| 2003      | Weltmeisterschaft                             | Mixed        | 33    | Andrej Pohar / Maja Pohar     |
| 2003      | Weltmeisterschaft                             | Herreneinzel | 33    | Andrej Pohar                  |
| 2003      | Weltmeisterschaft                             | Herrendoppel | 17    | Aleš Murn / Andrej Pohar      |
| 2004      | Slowenien: Einzelmeisterschaften              | Herreneinzel | 1     | Andrej Pohar                  |
| 2004      | Slowenien: Einzelmeisterschaften              | Mixed        | 1     | Andrej Pohar / Maja Pohar     |
| 2004      | Slowenien: Einzelmeisterschaften              | Herrendoppel | 1     | Andrej Pohar / Aleš Murn      |
| 2005      | Slowenien: Einzelmeisterschaften              | Herrendoppel | 1     | Andrej Pohar / Miha Šepec jr. |
| 2005      | Slowenien: Einzelmeisterschaften              | Mixed        | 1     | Andrej Pohar / Maja Pohar     |
| 2007      | Slowenien: Einzelmeisterschaften              | Herrendoppel | 1     | Andrej Pohar / Miha Šepec jr. |
| 2007      | Slowenien: Einzelmeisterschaften              | Mixed        | 1     | Andrej Pohar / Maja Pohar     |